# Palicourea standleyana
Palicourea standleyana är en måreväxtart som beskrevs av Charlotte M. Taylor. Palicourea standleyana ingår i släktet Palicourea och familjen måreväxter. Inga underarter finns listade i Catalogue of Life.